# پانکریشن

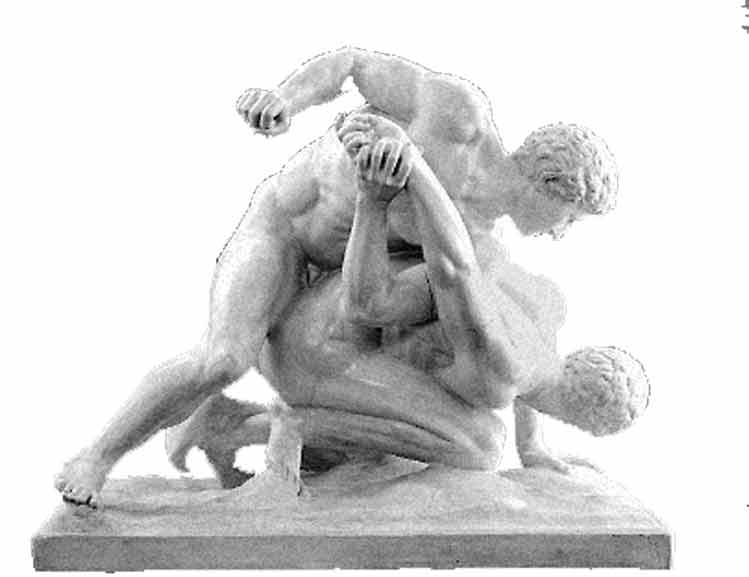
پیکره دو مبارز پانکریشن

پانکریشن (به یونانی: Παγκράτιο) نوعی هنر رزمی و یک ورزش باستانی است که در سال ۶۴۸ پیش از میلاد وارد المپیک باستانی شد. برخی از تاریخ نگاران پانکریشن را محبوب‌ترین رشته ورزشی در المپیک باستان و برخی دیگر آن را نخستین روش جنگی ابداع شده در تاریخ بشر می‌دانند.
این رشته ترکیبی از ورزش‌های مشت‌زنی و کشتی آزاد و کشتی فرنگی  بود و در اساطیر یونان ابداع آن را به نبرد هرکول و تسئوس نسبت می‌دادند.
رقابت‌های پانکریشن امروزه نیز برگزار می‌شود و یکی از سبک‌های کشتی مورد تأیید UWW است.

## نام
اصطلاح پانکریشن از کلمه یونانی پان (πάν) به معنای همه و کراتوس (κράτος) به معنای قدرت تشکیل شده‌است.